# Палечек, Николай Осипович
Никола́й О́сипович Па́лечек (1878, Санкт-Петербург — 29 декабря 1937, Калинин) — товарищ министра народного просвещения в правительстве А. В. Колчака (1919—1920). Один из основателей Пермского университета.

## Семья и образование
Из семьи чешского происхождения. Сын профессора Петербургской консерватории Осипа Осиповича (Йозефа) Палечека. Окончил юридический факультет Петербургского университета (1901).

## Чиновник Министерства народного просвещения
С 1902 работал в Министерстве народного просвещения, прошёл путь от помощника делопроизводителя до вице-директора департамента народного просвещения. Разработчик (от министерства) законопроекта о создании в Москве Народного университета имени Шанявского. При министре просвещения А. Н. Шварце заведовал вопросами учёных учреждений и высших учебных заведений. В бытность министром Л. А. Кассо из-за либеральных взглядов был вынужден сосредоточиться на финансово-хозяйственной деятельности министерства.
Активно способствовал созданию Пермского университета. Во время Первой мировой войны министр просвещения П. Н. Игнатьев поручил Палечеку изучить вопрос об открытии новых факультетов в Томском и Саратовском университетах и выработать общий план по созданию нового Пермского университета. Результатом его поездки в Пермь было решение об открытии в этом городе отделения Петроградского университета, которое состоялось в 1916.
Покинул свой пост в министерстве после прихода к власти большевиков.

## Деятельность в «белой Сибири»
С марта 1918 — советник правления Пермского университета. С 18 февраля 1919 — директор департамента народного просвещения Российского правительства, действовавшего при Верховном правителе А. В. Колчаке. С 16 мая 1919 — и. д. товарища министра народного просвещения, с 17 октября 1919 — товарищ министра.

## Работа при советской власти, аресты, гибель
В январе 1920 был избран секретарём совета Иркутского университета. Вскоре был арестован и предан суду вместе с другими высокопоставленными чиновниками колчаковского режима. В последнем слове сказал: «Вся жизнь моя была работой на пользу народного просвещения. В этой области моя совесть совершенно спокойна. И я верю, что ваш приговор даст мне возможность вернуться к этой работе». В мае 1920 приговорён Чрезвычайным революционным трибуналом Сибири к 10 годам лишения свободы с применением принудительных работ.
Затем был амнистирован, жил в Ленинграде, заведовал административно-финансовым отделом Геологического комитета, в котором тогда же работал бывший министр народного просвещения в правительстве Колчака П. И. Преображенский. В 1929 был арестован по «делу Геолкома», освобождён за недоказанностью обвинения. В 1937 работал плановиком технического отдела треста «Селижаровуголь» (Кировский район Калининской области).
Вновь арестован 19 декабря 1937. Приговорён Тройкой УНКВД по Калининской области за «антисоветскую агитацию» 27 декабря 1937 к высшей мере наказания. Спустя два дня расстрелян. Реабилитирован в июле 1989 г. заключением Тверской областной прокуратуры.